# Miss Botswana
Miss Botswana è un concorso di bellezza femminile che si tiene annualmente in Botswana sin dal 1964. Le vincitrici del concorso hanno la possibilità di partecipare al concorso internazionale Miss Mondo, mentre per selezionare le candidate per Miss Universo, nel 1999 è stato istituito Miss Universo Botswana. Mpule Kwelagobe è stata Miss Botswana 1997 e ha vinto il titolo di Miss Universo nel 1999, diventando la prima Miss Universo africana.

## Albo d'oro

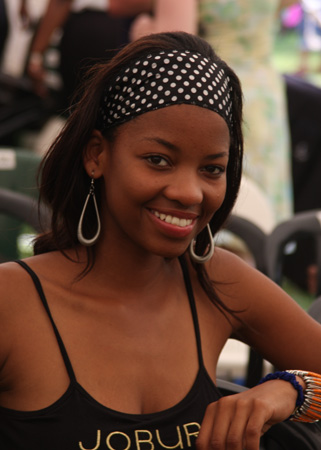
Itseng Kgomotso, Miss Botswana 2007.

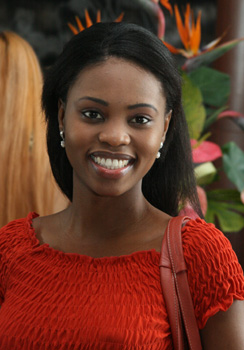
Malebogo Marumogae, Miss Botswana 2006.

### Miss Botswana
| Anno | Miss Botswana                 |
| ---- | ----------------------------- |
| 1964 | Veronica Magosi               |
| 1965 | Lydia Tiyo                    |
| 1967 | Theresa Rantao di Ramotswa    |
| 1968 | Veronica Gaosi di Molepole    |
| 1969 | Seanokeng Moranyane           |
| 1970 | Lilian Taunyane di Shoshong   |
| 1971 | Beauty Seloiso di Gaborone    |
| 1972 | Agnes Letshebe di Francistown |
| 1973 | Priscilla Molefè              |
| 1974 | Rosemary Molethi              |
| 1975 | Lucy Mosinyi                  |
| 1976 | Ida Mpatane                   |
| 1978 | Thespho Chape                 |
| 1979 | Doris Mogale                  |
| 1980 | Kefilwe Maribe                |
| 1981 | Shalike Kgalaeng              |
| 1982 | Peggy Lebum                   |
| 1983 | Dineo Ratsatsi                |
| 1984 | Stella Podile                 |
| 1985 | Keanole Radimo                |
| 1986 | Boitumelo Matlapeng           |
| 1987 | Tuduetso Tselayakgosi         |
| 1988 | Grace Mafoko                  |
| 1989 | Natasha April                 |
| 1990 | Malebogo Kgotso               |
| 1991 | Shale Ntsima                  |
| 1992 | Boitumelo Ramponye            |
| 1993 | Mpho Lekoko                   |
| 1994 | Hazel Kutlo Mmopi             |
| 1995 | Joyce Manase                  |
| 1996 | Monica Semolekae              |
| 1997 | Mpule Kwelagobe               |
| 1998 | Earthen Mbulawa               |
| 1999 | Alimah Isaacs                 |
| 2000 | Punah Serati                  |
| 2001 | Masego Sebedi                 |
| 2002 | Lomaswati Dlamini             |
| 2003 | Boingotlo Motlalakgosi        |
| 2004 | Judy Peacock                  |
| 2005 | Lorato Tebogo                 |
| 2006 | Malebogo Marumoagae           |
| 2007 | Itseng Kgomotso               |
| 2009 | Sumaiyah Marope               |
| 2010 | Emma Wareus                   |
| 2011 | Karabo Sampson                |

### Miss Universo Botswana
| Anno | Nome                         |
| ---- | ---------------------------- |
| 1999 | Mpule Kwelagobe (Vincitrice) |
| 2000 | Joyce Molemoeng              |
| 2001 | Mataila Sikwane              |
| 2004 | Icho Keolotswe               |
| 2010 | Tirelo Ramasedi              |
| 2011 | Larona Kgabo                 |